# Casa Vilaró (Barcelona)
La Casa Vilaró és un habitatge de caràcter racionalista al barri de la Salut de Barcelona protegida com a bé cultural d'interès local. Es considera una de les primeres obres que s'influencia directament amb l'arquitectura racional. Es tracta d'un edifici situat en el pendent d'un turó. La casa s'organitza en diferents nivells per adaptar-se al terreny, per la qual cosa prenen una importància els elements estructurals. El perfil de la casa recorda a un vaixell i és una característica de la primera etapa del GATCPAC. El 2019 va acollir temporalment una residència creativa organitzada per la Fundació Mies Van der Rohe.